# SNX2
SNX2‏ (Sorting nexin 2) هوَ بروتين يُشَفر بواسطة جين SNX2 في الإنسان.

## الوظيفة
يُشفِّر هذا الجين عضوًا من عائلة نيكسن المصنفة. تحتوي أعضاء هذه العائلة على نطاق الفوكس (PX)، وهو نطاق ربط الفوسفوإينوزيتيد، ويشارك في النقل داخل الخلايا. يرتبط هذا البروتين ببروتين ربط الفورمين 17، لكن وظيفته غير معروفة. قد يُشكِّل هذا البروتين مُركَّبات أوليغوميرية مع أعضاء العائلة.

## التفاعل
لقد ثبت أن SNX2 يتفاعل مع FNBP1.